# 余潘辰
余潘辰（1994年8月28日—），福建福清人，中国女歌手。先后毕业于闽江学院、东京日语学院，现于洗足学园音乐大学攻读音乐研究科。曾参加过《2016超级女声》、《加油！美少女》等音乐类节目。

## 经历
余潘辰出生于福建省福清市，五岁开始学习钢琴，拥有中央音乐学院九级认证。2013年考入闽江学院蔡继琨音乐学院钢琴表演专业，大二学年转修通俗流行演唱专业。
2014年，随闽江学院代表队参加第一届《校园好声音》，最终入围全国八强。2015年6月，作为演出嘉宾参与闽江学院第二届大学生电影节闭幕式演出。同年，参加福建电视台音乐选秀节目《唱吧唱吧》。2016年3月，她在芒果TV音乐选秀节目《2016超级女声》南京唱区海选中止步于50强，随后参加网络赛区百强复活赛。4月，随闽江学院战队获得第二届《校园好声音》全国季军。5月19日，参与“春华秋实——闽江学院通俗作品演唱专场”演出。6月，参加东方卫视偶像女团竞演养成类真人秀节目《加油！美少女》，为羽凡战队学员，因中性风格而备受关注。
2017年4月26日，举办“我”个人演唱会。5月，作为演出嘉宾参与闽江学院第四届大学生电影节闭幕式演出。同年，她从闽江学院毕业，发表个人单曲《唱这首歌》，参加第三届《校园好声音》。